# Castello di Maniago
Das Castello di Maniago ist die Ruine einer spätmittelalterlichen Niederungsburg an den Hängen des Monte Jôuf über Maniago in der italienischen Region Friaul-Julisch Venetien.

## Geschichte

### Die Gründe für den Bau

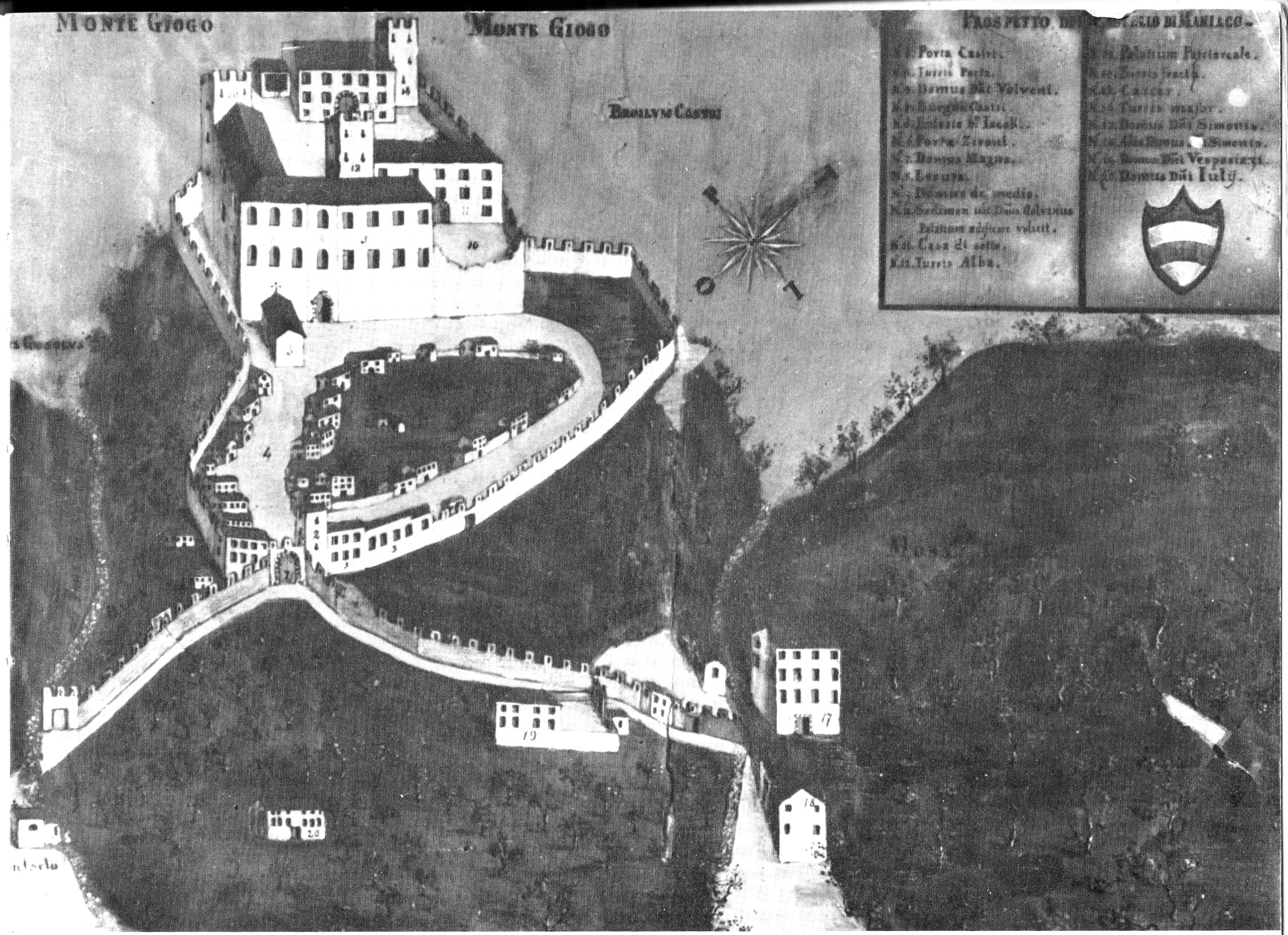
Gemälde aus dem 17. Jahrhundert, das das Castello di Maniago zeigt (Kopie eines Originals aus dem 15. Jahrhundert).

Das Castello di Maniago wurde zur Lösung der Probleme errichtet, die das Patriarchat von Aquileia nach der Bestätigung der Schenkung der Ländereien des Lehens Maniago an Rodoaldo, den Patriarchen von Aquileia, durch Kaiser Otto II. hatte: Die Entfernung dieses Lehens von Aquileia machte seine Verwaltung schwierig. Außerdem bestand jederzeit das Risiko eines Angriffs auf das kleine Lehen nach der Gründung des großen Lehens Spilimbergo (das sich entlang des Flusses Tagliamento bis nach Sbrojavacca erstreckte), nach der Konsolidierung der Besitztümer der D’Estes im Cellinatal, des Besitzes des Stiftes Millstatt an den Ländereien des freien Maniago und der Niederlassung der Polcenigos in Mizza, sowie der Abtei Pomposa in Fanna. Daher war der Bau einer Burg und vor allem die Rückgriffnahme auf eine „Verwahrung“, also ein „Wohnlehen“, nötig.

### Die Burg in der Zeit des „Wohnlehens“

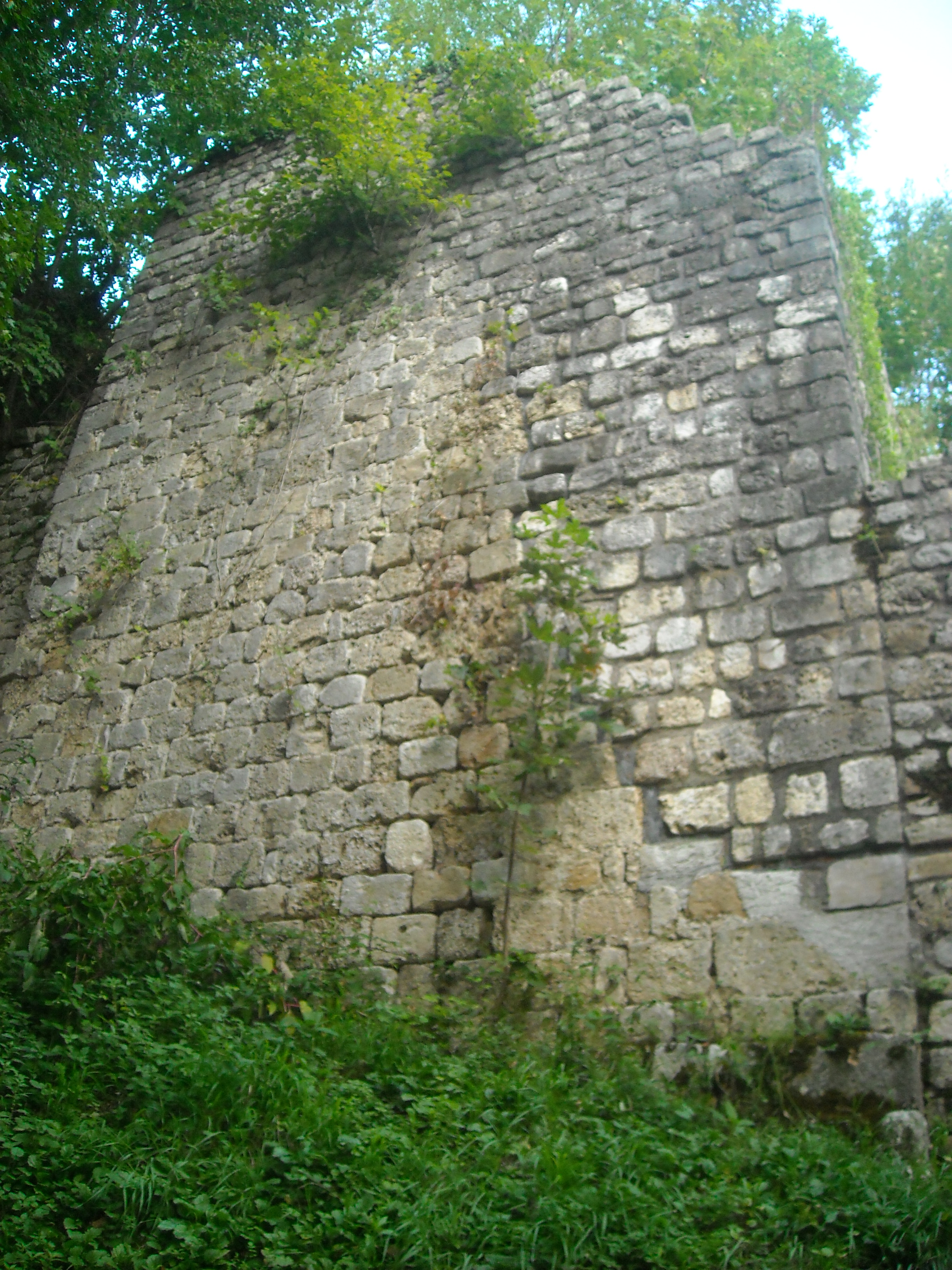
Die Reste des Bergfrieds von außerhalb der Burgmauern

Von den Familien, unter denen das Wohnlehen aufgeteilt wurde, war die mit dem größten Anteil die Familie Flagogna. An diese schlossen sich die Pinzanos, die Polcenigos und die Varmos an. Diese Familie besaßen Ländereien und Rechte an dem Lehen Maniago im Tausch gegen die Verwahrung und den Schutz, den sie dem Lehen gewährten. 1216 wurde die Burg erstmals belagert, und zwar von den Truppen von Ezzelino II. da Romano und Vecellone da Camino, aber die Angreifer wurden zurückgeschlagen.

### Die Ankunft der Maniagos

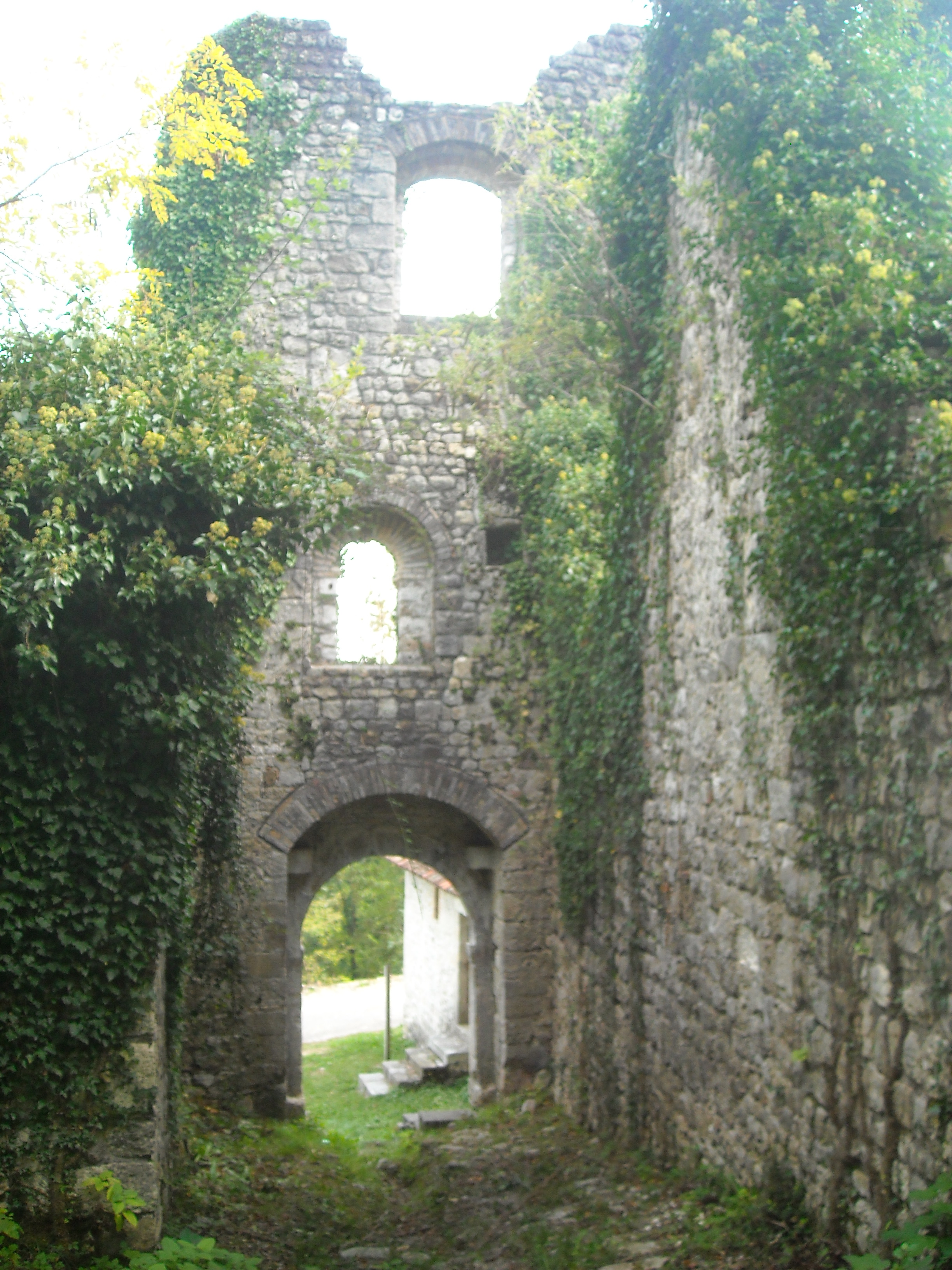
Der Eingang zur Burg vom Innenhof aus. Links ist die Mauer des „Domus de Medio“ zu sehen, rechts das „Domus Magna“.

Am 15. Dezember 1277 verkauften die Flagognas ihren Anteil an der Burg und ihre Vasallenrechte an Olvrando di Maniago, der später ein Wohnhaus im Inneren des ersten Mauerrings erbauen ließ (normalerweise wird dieses als das „Domus de Medio“ angegeben, da dort ein kleiner, privater Innenhof vorhanden war, wie die Quellen angeben), um seine Position im Lehen zu festigen.
1309 wurde die Burg wegen einiger Grenz- und Weidestreitigkeiten zwischen den Dörfern Maniago und Fanna erneut belagert, wobei sie vom Graf von Montepace (Kommandant der Armee des Patriarchats) verteidigt wurde. Mit einem Ausfall wurden die Belagerer zurückgeschlagen. Die Verteidiger schlugen Walterpertoldo di Spilimbergo in die Flucht und töteten Enrico di Prampero.
Später verpflichtete sich Olvrando di Maniago zum stückweisen Kauf der Besitzungen der Polcenigos und der Pinzanos. Die Belagerung von 1318 hatte den Zweck, die Pinzanos aus der Burg zu vertreiben.

#### Galvano di Maniago
1319 folgte Galvano, der Sohn von Olvrando di Maniago, seinem Vater nach und schwor dem Generalkapitän des Patriarchats die Treue. Er vollendete zusammen mit seinem Bruder Volveno das Werk des Vaters, indem er 1325 und 1326 die letzten Besitzungen der Pinzanos an der Burg und dem Lehen kaufte. 1329 kauften sie auch die Besitzungen der Varmos.
Galvano di Maniago gelang es, sich in den Besitz fast der gesamten Festung zu bringen, einschließlich des Wohnhauses, das der Patriarch Bertrando 1333, als er es als „vollständig beschädigt und zerstört“ ansah, ihm als Wohnlehen überließ. 1355 wurde das Kirchlein Teil des Burgkomplexes.
Der nächste Schritt war die Integration der Ländereien des Maniago Libero in das Lehen.
Das Stift Millstatt wollte aber seinen Besitz in Maniago Libero nicht aufgeben, der von der Familie Flasberg verwaltet wurde. Daher kauften Volveno und Galvano di Maniago 1338 die Anwalts- und Garittorechte, die diese Familie ausübte. Dieser Kauf wurde durch die spätere Ratifizierung durch den Abt von Millstatt besiegelt.

### Verfall und Aufgabe der Burg
1377 erhielt Nichilo, der Sohn von Galvano di Maniago für sich selbst und seine Brüder Bartolomeo und Rambaldo die Investitur in die Burg, die Siedlung, die Festungsanlagen, den Turm, den großen Kreis und den Patriarchenpalast.
Während der Kämpfe um die Ernennung von Philipp II. von Alençon zum Patriarchen schworen die Herren von Maniago der „Friaulischen Liga“ die Treue (in die sie 1385 eingetreten waren) und wurden 1387 einer weiteren Belagerung unterzogen. Sie wurden von den Truppen von Francesco I. da Carrara angegriffen, aber trotz des massiven Einsatzes von Artillerie widerstand die Burg.
Im Juni 1420 wurde die Burg von den Venezianern erobert, und Bartolomeo di Maniago erhielt sofort, nachdem er der Serenissima die Treue geschworen hatte, die Investitur in das Lehen auf Lebenszeit.
Anlässlich des Türkeneinfalls 1467 wurden die Burgmauern verstärkt, aber nach der Aufgabe der Burg Anfang des 16. Jahrhunderts und den Erdbeben von 1511 und 1575 begann der Niedergang der Burg. Im Jahre 1630, nach dem Tod einer alten Burgherrin, die nicht anderswo hinziehen wollte, wurde die Burg definitiv aufgegeben.

## Die Gebäude der Burg

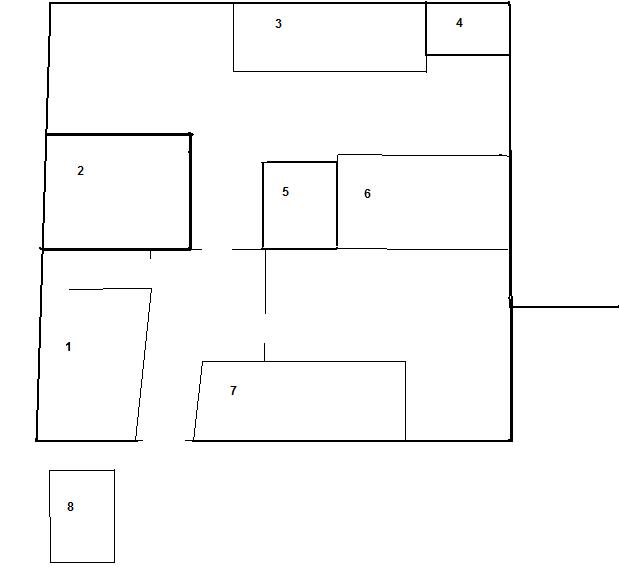
Plan der Ruinen der Burg

So wurde anfangs der Bergfried, also der „Turris Magna“ (Gebäude Nr. 2 auf dem Plan), errichtet, an den talwärts das „Domus d. Patriarche“ (Gebäude Nr. 1) anschloss. Das letztgenannte Gebäude hieß auch „Domus Magna“ (dt.: großes Haus), nachdem es den ersten adligen „Habitatores“ (dt.: Bewohnern) zugewiesen worden war. Im 13. Jahrhundert wurde das „Palatium“ (dt.: Palast, Gebäude Nr. 3) auf der bergwärtigen Seite des Hofes, anschließend an einen Turm erbaut, der wegen seines Zustandes „Turris Fracta“ (dt.: zerbrochener Turm, Gebäude Nr. 4) hieß.
In der Mitte des Hofes standen der „Turris Alba“ (dt.: weißer Turm, Gebäude Nr. 5) und daneben ein Gebäude, das im Gemälde „Casa di sotto“ (dt.: Unteres Haus, Gebäude Nr. 6) genannt wird. Neben dem „Domus Magna“ wurde später ein Gebäude zur Krönung des Eingangstores errichtet und in Fortsetzung desselben ein letztes Gebäude namens „Casa de Medio“ (dt.: Mittleres Haus, Gebäude Nr. 7). So endet der erste Mauerring und gleich vor der Burg fanden sich das Kirchlein „San Giacomo“ (Gebäude Nr. 8; existiert heute noch) und die Burgsiedlung (heute von dichtem Gestrüpp überwuchert). So kann man an dem Gemälde erkennen, dass die Burg, die Siedlung und das Kirchlein von einem zweiten Mauerring umgeben waren, der von der „Porta Castri“ (dt.: Burgtor) komplettiert wurde, über der der „Torra di Porte“ (dt.: Torturm) angebracht war. An dieser Stelle waren die Straße, die heute zur „Via Castello“ hinaufführt, und der Weg, der hinter dem Kirchlein „San Carlo“ (heute auch noch existent) endete, verbunden.